# 謝鐸
謝鐸（1435年—1510年），字鳴治，號方山，又号方石，浙江台州府太平县桃夏（原屬黄岩县，今温岭市大溪桃夏）人。明朝官员、文學家、理學家，是成化、弘治年间「茶陵詩派」的重要成員。

## 生平
謝鐸年少穎悟，弱冠入縣學，天順三年（1459年）舉己卯科浙江鄉試第二，天順八年（1464年）中進士，選翰林院庶吉士，次年授編修，參與預修《英宗實錄》。
成化九年（1473年），奉旨校勘《通鉴纲目》，上書勸誡憲宗勵精圖治，不被採納。又上言邊事，切中時弊。秩满，升任侍講。不久，連遭兩喪，丁憂守制。期滿後，以養親為由，沒有復官。
弘治初年，因多人推薦，重新啟用原官，參修《憲宗實錄》。弘治三年（1490年），升任南京國子監祭酒。次年，稱病歸里，家居十餘年，薦舉者更多。時值國子監祭酒職務空缺，部議啟用謝鐸，孝宗對其素來器重，命爲禮部右侍郎，管理祭酒事務。謝鐸屢次推辭不成，最終就任。五年後，再次稱病去職。正德五年（1510年）二月二日，謝鐸在家中病卒。朝廷追贈禮部尚書，諡文肅。《明史》有傳。

## 著作
谢铎著作颇丰，有《元史本末》、《方石史论》等。存世有《桃溪净稿》84卷，《桃溪类稿》61卷，《伊洛淵源續錄》6卷，《赤城論諫錄》10卷，《赤城新志》23卷，《尊鄉錄》41卷，《赤城後集》33卷。

## 延伸阅读
[在维基数据编辑]
 《國朝獻徵錄·卷之七十三》，出自焦竑《國朝獻徵錄》
 《明史卷一百六十三》，出自《明史》

## 外部連結
- 谢铎（页面存档备份，存于） 溫嶺新聞網